# Testacarinata
Testacarinata es un género de foraminífero planctónico de la familia Truncorotaloididae, de la superfamilia Globorotalioidea, del suborden Globigerinina y del orden Globigerinida. Su especie tipo es Globorotalia inconspicua. Su rango cronoestratigráfico abarca desde el Luteciense (Eoceno medio) hasta el Bartoniense inferior (Eoceno superior).

## Descripción
Testacarinata incluía especies con conchas trocoespiraladas, de forma discoidal-globular a planoconvexa; sus cámaras eran subglobulares a hemiesférica; sus suturas intercamerales eran generalmente incididas; su contorno ecuatorial era generalmente lobulado, y de subredondeado a subcuadrado; su periferia era subaguda a aguda, con murica periférica muy desarrollada pero sin pústulas fusionadas (pseudomuricocarena); su ombligo era moderadamente amplio y profundo, y abierto dejando visibles a veces las aberturas de las cámaras precedentes; su abertura principal era interiomarginal, umbilical-extraumbilical, con forma de arco medio asimétrico; presentaban pared calcítica hialina, macroperforada con poros en copa, y superficie fuertemente muricada, especialmente alrededor del ombligo y en la periferia.

## Discusión
Clasificaciones posteriores han incluido Testacarinata en la familia Truncorotaloidinoidea.

## Paleoecología
Testacarinata incluía especies con un modo de vida planctónico, de distribución latitudinal cosmopolita, preferentemente templada, y habitantes pelágicos de aguas intermedias (medio mesopelágico superior).

## Clasificación
Testacarinata incluye a la siguiente especie:
- Testacarinata inconspicua †